# Lubomirski Ramparts

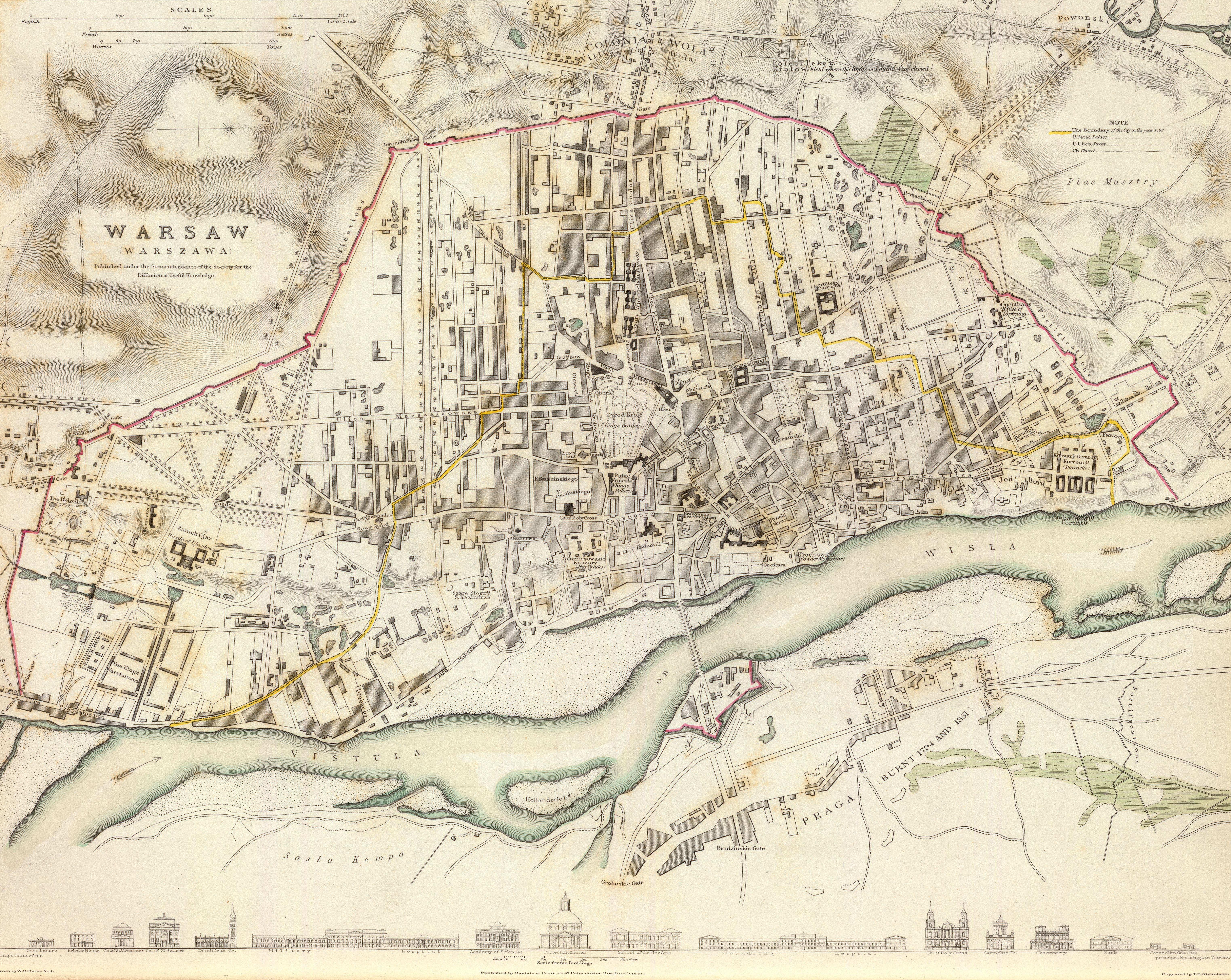
Bản đồ Warsaw năm 1831 với thành lũy của Lubomirski được đánh dấu màu đỏ

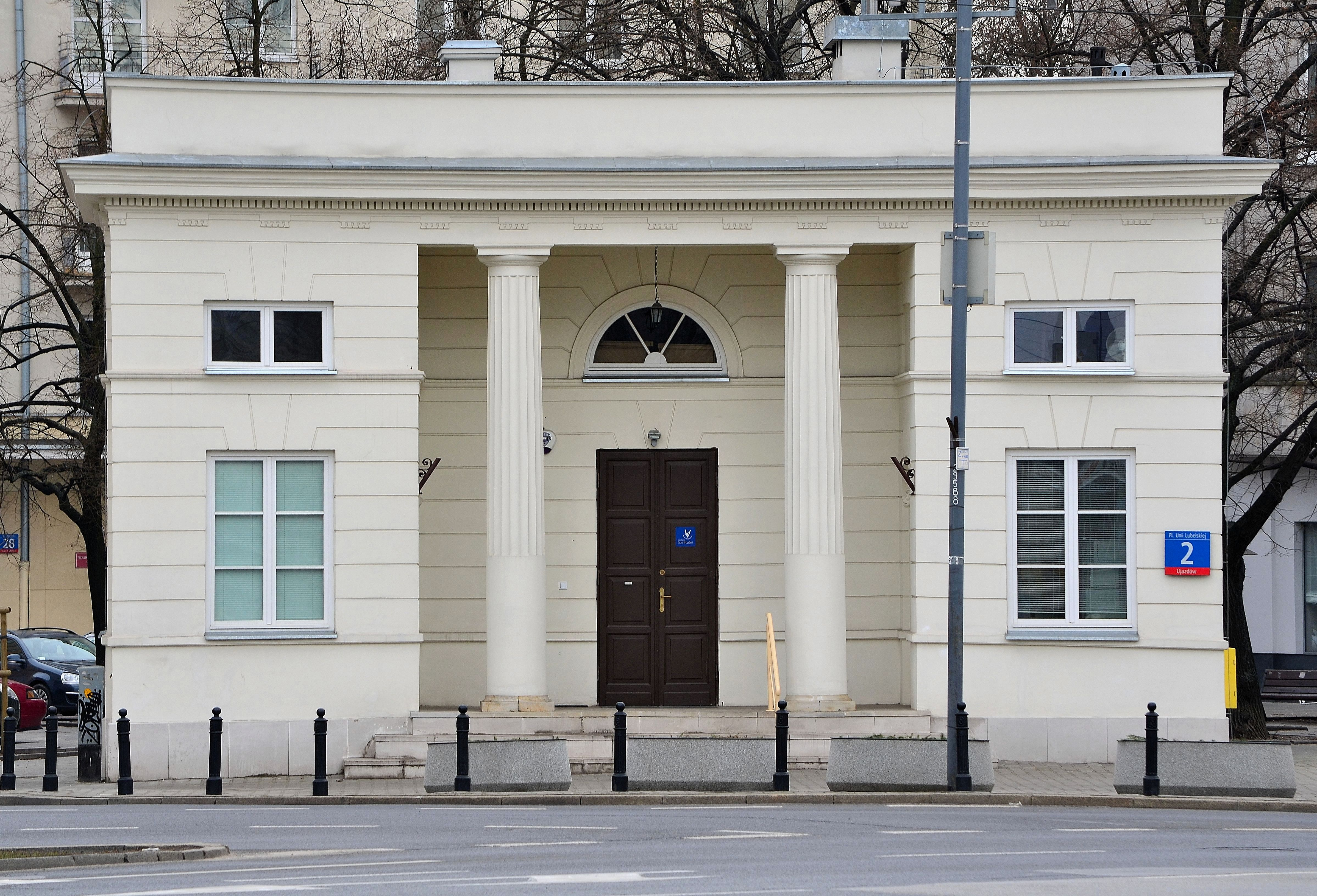
Rogatka Mokotowska, một trong những ngôi nhà thu phí được xây dựng vào năm 1825 dọc theo đường dốc Lubomirski để thu thuế đối với hàng hóa vào thành phố. Tòa nhà này được đánh dấu là Cổng Mokotowskie ở bản đồ phía trên, ở giữa hình ảnh, ở cạnh trái).

Lubomirski Ramparts (tiếng Ba Lan: Okopy Lubomirskiego) là một công trình đất dài 12 km bao quanh thành phố Warsaw vào cuối thế kỷ 18 và 19. Một hàng công trình đất với một con hào khô ngăn cách thành phố Warsaw với vùng nông thôn. Được dựng lên bởi Stanisław Lubomirski, Đại nguyên soái của Crown, vào năm 1770, nó được dùng như một biện pháp vệ sinh để ngăn chặn bệnh dịch hạch đang hoành hành tàn phá Trung Âu thời đó. Khách du lịch chỉ được phép vào thành phố thông qua một số vi phạm trong thành lũy có tên là rogatki. Thuật ngữ này sau đó đã đi vào ngôn ngữ Ba Lan để biểu thị bất kỳ loại nhà thu phí nào.
Bệnh dịch thực sự đã may mắn bỏ qua Warsaw và thành lũy trở thành ranh giới của thành phố Warsaw trong thế kỷ tiếp theo. Thành này cũng được sử dụng cho mục đích thuế, vì tất cả hàng hóa vào thành phố đều bị đánh thuế. Năm 1794, thành lũy được tăng cường một phần để bao gồm quân đội giữ và đóng một số vai trò trong việc bảo vệ Warsaw chống lại một cuộc bao vây chung của Nga và Phổ vào thành phố vào mùa hè năm đó. Khoảng năm 1825, tổng thống Warsaw đã ra lệnh cho các thành lũy được san lấp và thay thế bằng các đường phố. Vị trí trước đây của họ vẫn xác định giới hạn thành phố mặc dù. Đội hình của Lubomirski Ramparts trước đây cũng xác định tuyến bên trong phòng thủ của thành phố trong Trận chiến Warsaw năm 1831. Chỉ đến năm 1916, các khu vực bên ngoài Ramparts Lubomirski được sáp nhập vào thành phố.
Thành lũy trước đây được tưởng niệm bởi một số đường phố với tên Okopy của Ba Lan, bao gồm Phố Okopowa, nơi có một Nghĩa trang Do Thái lớn.